# Митрофанов, Сергей Петрович
Сергей Петрович Митрофанов (25 сентября 1915, Петроград — 24 октября 2003, Санкт-Петербург) — доктор технических наук, профессор, автор метода групповой обработки деталей. Советский и российский учёный в области технологии и организации производства. Заслуженный деятель науки и техники РСФСР. Ректор ЛИТМО (1961—1974 гг.).

## Биография
Окончил Первую образцовую школу в Ленинграде (Вторая Санкт-Петербургская Гимназия), затем техникум точной механики и оптики в 1933 году и Ленинградский институт точной механики и оптики (ЛИТМО) по специальности «Точная механика» в 1939 году. В 1939—1951 годах на Государственном оптико-механическом заводе (сейчас ЛОМО) работал мастером, затем технологом, начальником производства, и. о. главного инженера, в том числе во время блокады Ленинграда.
Член КПСС с 1943 года В 1951—1961 годах на партийной работе: первый секретарь Калининского райкома КПСС, с 1954 секретарь Ленинградского обкома КПСС (курировал промышленность и науку). Принимал участие в реконструкции и организации многих предприятий и НИИ города.
Кандидат технических наук (диссертация «Револьверизация токарных работ в приборостроении», 1953), доктор технических наук (1961).
С 1961 года на руководящей и преподавательской работе в ЛИТМО: (ректор в 1961—1974 годах), заведующий кафедрой технологии приборостроения (1961—1989 годы), с 1962 года профессор кафедры технологии приборостроения. Автор метода групповой обработки деталей. Одним из первых применил ЭВМ для решения конструкторско-технологических задач. В 1970 году ЛИТМО перешёл в подчинение Минвуза СССР по личной инициативе С. П. Митрофанова (ректора в то время).
В 1964 году Сергей Петрович создал свою научно-педагогическую школу групповой технологии и организации группового производства. Был руководителем у 42 кандидатов наук и четырёх докторов наук. С 1961 года начался выпуск технологов-системотехников. Всего из научной школы вышло более 800 инженеров новой формации. Были разработаны учебно-методические комплексы разных уровней, от студентов до инженеров-практиков.
Митрофанов был членом научного Совета по автоматизации Ленинградского отделения Академии наук СССР, председателем секции «Организация группового производства» Совета социального и экономического развития при Ленинградском обкоме КПСС, а также членом научного Совета по автоматизации Ленинградского отделения Академии наук СССР, научной секции Совета по АСТПП при Госкомитете по науке и технике Совета Министров СССР, членом консультационного Совета по гибким производственным системам при ОК КПСС, руководителем семинаров в ЛДНТП (Ленинградский дом научно-технической пропаганды) и Доме учёных имени А. М. Горького по проблемам АСТПП и ГАПС, где он был председателем секции «Технология  машиностроения». Главный научный консультант Министерства оборонной промышленности СССР с 1962 года, почётный академик Санкт-Петербургской инженерной академии с 1992 года.
Похоронен на Смоленском кладбище.

## Организация группового производства
Направление «организация группового производства» было разработано С. П. Митрофановым и в дальнейшем переросло в научно-педагогическую школу. Эти исследования являются следующим уровнем развития поточного производства после первой организационно-технологической революции, совершённой Г. Фордом. Научный доклад на эту тему был заслушан на уровне ООН.
Изначальный метод групповой обработки деталей, разработанный С. П. Митрофановым, основан на объединении деталей в группы, для каждой из которых применимы однородные технологические операции и общая для группы быстро переналаживаемая технологическая оснастка. 
Исходя из методов классификации и группировки деталей, разрабатывались методики создания поточных и автоматических производственных линий, пригодных как для серийного, так и единичного производства, а также методы организации и управления этим групповым производством. В дальнейшем методы стали включать использование ЭВМ. Созданное им направление «организация группового производства» было признано во всех социалистических и многих развитых капиталистических странах, таких как Япония и США, а также в Германии, Англии, Италии и Китае. Только в СССР этот метод позволил сэкономить десятки миллионов рублей. 
В промышленном разделе программы «Интенсификация-90» мероприятия по развитию САПР и АСТПП, а также созданию комплексно-автоматизированных производственных систем (ГПС) кафедра приборостроения ЛИТМО принимала активное участие: на 1985 год 70% разрабатываемых тем соответствовало программе. При этом продвижение новых методов шло не только в плане научно-методической работы, но и при партийно-общественной: С. П. Митрофанов руководил в это время секцией «Организация группового производства» при обкоме КПСС. Методическое руководство было организовано по всему региону, более чем на 30 предприятиях, подсистемы АСТПП внедрялись на более чем 20 предприятиях. Степень автоматизации на отдельных производствах доходила до 70—90%, в планах на XII пятилетку (1986—1990) было намерение довести повсеместную автоматизацию до уровня 50%. Однако материальная база для разработки программ автоматизации и обучения специалистов уже была недостаточной. 

## Награды и премии
Заслуженный деятель науки и техники РСФСР (1961). Лауреат Ленинской премии «за разработку и широкое внедрение метода группового производства в машиностроении» (1959). 
Награждён орденами Ленина (1957), «Знак Почёта» (1967), двумя золотыми медалями ВДНХ (1969, 1970), орденом Почёта (2000), Орденом Отечественной войны II степени (1992), медалью «За оборону Ленинграда», грамотой Президиума Верховного Совета РСФСР, знаком «Отличник высшей школы».
Также награждался социалистическими странами: нагрудным Золотым Знаком Общества Германо-Советской дружбы, серебряным знаком Советско-чехословацкого общества дружбы, почётной грамотой Народной Республики Болгарии.

## Основные научные труды
Всего учёным написано свыше двухсот печатных научных и методических трудов, из них 20 монографий. Ряд его работ издан за рубежом.
Основные научные труды:
- Митрофанов С. П. Метод групповой обработки деталей на револьверных станках — Л.: Машгиз, 1955. — 207 с.
- Митрофанов С. П., Гутнер Н. Г. Револьверные станки и их рациональное использование — М.;Л.: Машгиз, 1962. — 350 с.
- Митрофанов С. П. Научные основы организации группового производства — М;Л.: Машгиз, 1963. — 308 с.
- Митрофанов С. П. Научные основы технологической подготовки группового производства — М.;Л.: Машиностроение, 1965. — 395 с.
- Митрофанов С. П. Рациональное использование металлорежущих станков — Л. : Машиностроение, 1967. — 344 с.
- Митрофанов С. П. Научная организация серийного производства — Л.: Машиностроение, 1970. — 768 с.
- Митрофанов С. П., Гульнов Ю. А., Куликов Д. Д. Автоматизация технологической подготовки серийного производства — М.: Машиностроение, 1974. — 360 с.
- Митрофанов С. П. Научная организация машиностроительного производства — 2-е изд., доп. и перераб. — Л.: Машиностроение, 1976. — 712 с.
- Митрофанов С. П. Куликов Д. Д., Применение вычислительной техники для автоматизации технологической подготовки производства: учеб. пособие для слушателей заоч. курсов повышения квалификации — М.: Машиностроение, 1978. — 49 с.
- Митрофанов С. П., Гульнов Ю. А., Куликов Д. Д., Падун Б. С. Применение ЭВМ в технологической подготовке производства. — М.: «Машиностроение», 1981. — 286 с.
- Митрофанов С. П. Групповая технология машиностроительного производства: в 2 т. — 3-е изд., перераб. и доп. — Л. : Машиностроение, 1983. — Т.1: Организация группового производства. — 407 с.; Т.2: Проектирование и использование технологической оснастки металлорежущих станков. — 376 с.
- Митрофанов С. П. Групповая технология изготовления заготовок серийного производства — Л.: Машиностроение, 1985. — 240 с.
- Митрофанов С. П., Григорьев Л. Л., Клепиков Ю. М. Гибкие технологические системы холодной штамповки — Л. : Машиностроение, 1987. — 287 с.
- Митрофанов С. П., Куликов Д. Д., Миляев О. Н., Падун Б. С. Технологическая подготовка гибких производственных систем — Л.: Машиностроение, 1987. — 352 с.
- Митрофанов С. П., Братухин А. Г., Сироткин О. С. Технология и организация группового машиностроительного производства: в 2 ч. / — М.: Машиностроение, 1992. Ч.1: Основы технологической подготовки группового производства. — 479 с.; Ч.2: Организация труда и оценка эффективности группового производства. — 367 с.